# Mikael Gustafsson
Mikael Jarl-Olof Gustafsson (født 6. marts 1966) er siden 2011 svensk medlem af Europa-Parlamentet, valgt for Vänsterpartiet (indgår i parlamentsgruppen GUE/NGL).